# Groix
Groix (Frans: Île de Groix, Bretons: Enez Groe) is een eilandje voor de kust van Bretagne. Het hoort bij Frankrijk. De enige gemeente op het eiland heet ook Groix (Bretons: Groe). De gemeente telde 2.308 inwoners op 1 januari 2022. De gemeente ligt in het departement Morbihan. Het is een van de 25 gemeenten in het gemeentelijk samenwerkingsverband Lorient Agglomération.

## Geografie
De onderstaande kaart toont de ligging van Groix met de belangrijkste infrastructuur en aangrenzende gemeenten.

## Demografie
Onderstaande figuur toont het verloop van het inwonertal, bron: INSEE-tellingen. 